# Samael

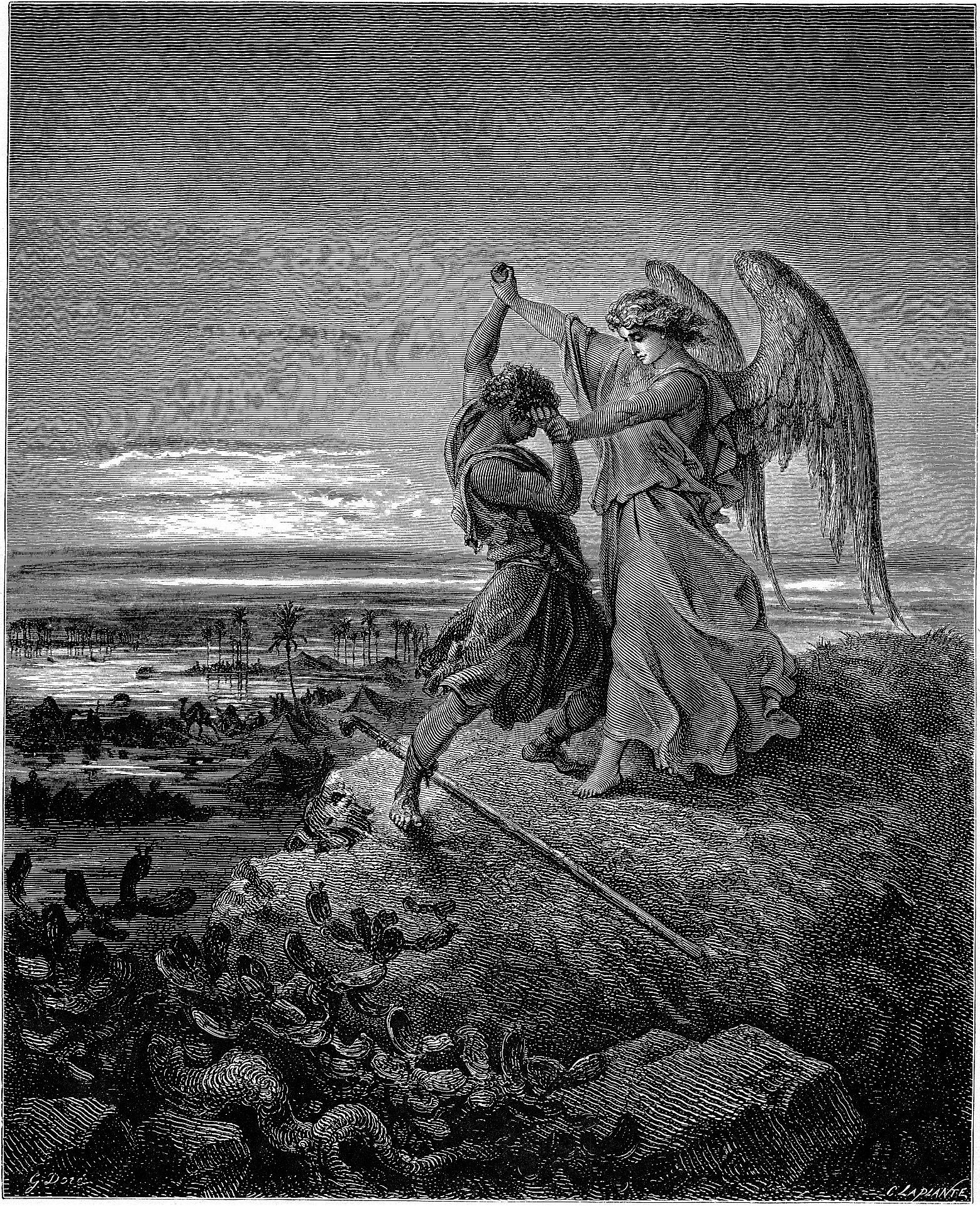
Jakob ringt mit dem Engel Samael, Gustave Doré (1855)

Samael (hebräisch סמאל, auch Semiel, Sammane, Sammuel und Semael; deutsch: ‚Das Gift Gottes‘ in der Gnosis auch bedeutend ‚Der blinde Gott‘) ist ein Erzengel der jüdischen und christlichen Mythologie. In manchen gnostischen Schriften, wie in Vom Ursprung der Welt, gilt Samael als einer der drei Namen Jaldabaoths. Im rabbinischen Judentum wird Samael häufig mit Satan gleichgestellt, wobei sich Satan auf seine Funktion als Ankläger und Samael auf einen Eigennamen bezieht. Um zu zeigen, dass nur die himmlische Welt heilig ist, versucht er die Menschen zu Fall zu bringen, indem er sie in Versuchung führt. Michael hingegen solle die Taten des Volkes Israel vor Gott verteidigen.

## Erwähnungen
Der Name erscheint erstmals im sechsten Kapitel des äthiopischen Henochbuchs in der Liste der gegen Gott rebellierenden Engel. Die griechischen Versionen des in Hebräisch nicht überlieferten Textes enthalten auch die Namensformen Sammane (altgriechisch Σαμμανή) und Semiel (Σεμιέλ). Der Kirchenvater Irenäus benutzt in seiner Beschreibung der Ophiten durchgängig die Namensform Semiel, Theodoret verwendet hier die Namensform Sammane. Nach Irenäus gaben die Ophiten der von ihnen verehrten Schlange den Doppelnamen Michael und Semiel. Der byzantinische Mönch Georgios Synkellos behält die Namensform Samiel bei, die in verschiedenen jüdischen und nicht-jüdischen Etymologien auf das hebräische Wort סמי (sami, blind) zurückgeführt und bis ins Mittelalter tradiert wird.
Neben den Namensformen Samiel und Samael findet sich der Name Sammuel in der Griechischen Baruch-Apokalypse. Der Engel Sammuel pflanzt den Wein, der Adam zum Sündenfall führt und wird dafür zum Satan. In Kapitel 9 des Urtextes nimmt er die Form einer Schlange an, um Adam zu verführen, eine Version, die in der späteren Tradierung im Talmud weggelassen wird.
In der Himmelfahrt des Jesaja, die sowohl jüdische als auch frühchristliche Elemente enthält, werden die Namen Belial und Samael synonym für Satan gebraucht und in den Sibyllinischen Orakeln wird Samael unter den Engeln des letzten Gerichts genannt. Von der jüdischen Tradition ausgehend wird er in verschiedenen gnostischen Werken als blinder Gott angesehen, der mit Jaldabaoth identisch und Anführer der Mächte des Bösen ist. Mit Verweis auf seine Blindheit ist Samael in kirchennahen Schriften wie pseudepigraphen Apostelerzählungen als Name für Satan enthalten. Als Anführer der Teufel ist er im Testament Salomos erwähnt und der blinde Dämon Simjael aus der mandäischen Sidra Rabba ist als eine Variation zu verstehen.
In der Tradition des rabbinischen Judentums erscheint Samael erstmals bei Jose ben Chalafta in seinem Kommentar zum Auszug aus Ägypten zugleich in den Rollen als Ankläger und Verteidiger. Als Ankläger erscheint er bei Hanina ben Hama, der ihn erstmals als Schutzengel Esaus identifiziert, der mit dessen Bruder Jakob ringt. Im Midrasch Jelammedenu  erscheint er in positiver Funktion als derjenige, der beim Auszug aus Ägypten das Rote Meer teilt und die Räder der ägyptischen Wagen zurückhält.
Als Todesengel erscheint Samael erstmals im Targum Pseudo-Jonathan zu Gen 3,6 . In dieser Funktion erscheint er regelmäßig in der späteren Aggada, besonders in Erzählungen über den Tod Moses. In Deuteronomium Rabba wird er explizit als böse bezeichnet, mehrmals wiederholt in Hekhalot Rabbati. Im hebräischen Henochbuch ist er der Herr der Verführer, der größer ist als alle himmlischen Königreiche, wird dabei jedoch von Satan unterschieden. 
Im Zusammenhang mit der Rebellion der Engel gegen Gott ist Samael der Anführer der rebellierenden Engel. Vor seinem Sturz hat er zwölf Flügel und steht in der Engelhierarchie noch über den Seraphim. Er trägt die Verantwortung über alle Staaten, hat über Israel jedoch nur am Versöhnungstag Macht. Er hatte die Kontrolle über die Schlange im Paradies und er verbarg sich im Goldenen Kalb. Im Midrasch Abkir ist er gemeinsam mit Michael an der Geburt Esaus und Jakobs beteiligt und ebenfalls bei der Opferung Isaaks. Der Kampf zwischen ihm und Michael wird bis ans Ende der Tage anhalten, wo er in Ketten gelegt an Philister ausgeliefert werden wird.
Im Apokryphon des Johannes aus den Nag-Hammadi-Schriften wird Samael als ein Name des Demiurgen angeführt. In Vom Ursprung der Welt, einer weiteren der Nag-Hammadi-Schriften, sündigt Jaldabaoth gegen das All, als er sich zum einzigen Gott ausruft. Daraufhin entgegnet Pistis ihm: „Du irrst dich, Samael“. Im Zusammenhang mit gnostischen Schriften wird der Name Samael auch als „Der blinde Gott“ interpretiert.
In den dämonologischen Schriften der spanischen Kabbalisten Isaak und seinem jüngeren Bruder Jakob ben Jakob ha-Kohen aus dem 13. Jahrhundert wird er Sar Suma, der blinde Engel, genannt. In der dämonologischen Literatur erscheint er häufig als der Engel, der den Tod in die Welt brachte. In ihr wird er erstmals als Gatte der Lilith bezeichnet, mit der er das Reich der Unreinheit regiert. Ihm werden verschiedene Rollen in Erzählungen über die Auseinandersetzung mit Asmodäus zugeschrieben, die teilweise widersprüchlich sind, auch wird er als Schutzengel von Ismael genannt. Die abweichenden Zuschreibungen in der Dämonologie sind darauf zurückzuführen, dass zu dieser Zeit verschiedene Dämonenhierarchien entworfen wurden.
Im Midrasch Schemot Rabbah erhebt sich Samael um das Volk Israel, während ihres Aufbruchs aus Ägypten anzuklagen. Seine Aufmerksamkeit wird dann aber von Gott auf Ijob gelenkt, woraufhin sich die biblische Geschichte zwischen Satan und Hiob ereigne; Satan mit Samael gleichgesetzt. Im Midrasch Pirke De-Rabbi Eliezer gilt Samael als Anführer gefallener Engel und übernimmt Elemente aus dem Islam. Dabei wird Samael erneut mit dem Satan identifiziert und übernimmt die Rolle der verführenden Schlange im Garten Eden. Wahrscheinlich beeinflusst von der koranischen Figur Iblis, weigert sich Samael vor Adam zu verneigen, weil er selbst aus Feuer erschaffen sei, während Adam nur aus Staub bestünde.
In der Kabbala ist Samael (hebr. Sammael) der blinde Engel oder Fürst der Dunkelheit und des Bösen eine Manifestation der „anderen Seite“ des Lebensbaums, die im Zohar oft zusammen mit Lilith (mitunter als achte und zehnte Qlīpa) vorkommt. Das Paar Samael und Lilith wird mehrmals im Zohar als Anführer der „anderen Seite“, des Bösen, erwähnt. Die Schlange ist das Zeichen Liliths und Samael reitet auf ihr und verkehrt mit ihr. Samael schielt, ist dunkel und hat Hörner, möglicherweise wegen des Einflusses christlicher Satans-Vorstellungen. Im Tikkune Zohar werden verschiedene Dämonenklassen aufgeführt, die alle Samael genannt werden.
Eliphas Levi bezeichnete Samael als Engel des Mars. Beschwörungen von Samael kommen häufig in der magischen Literatur vor.